# Голландский дом (роман)
Голландский дом — восьмой роман американской писательницы Энн Пэтчетт, выпущенный издательством  Harper 24 сентября 2019 года. Роман стал финалистом Пулитцеровской премии (2020), вошел в лонглист Женской премии за художественную литературу (2020) и был переведен на 18 языков. На русском языке роман вышел в издательстве «Синдбад» в октябре 2021 года в переводе Сергея Кумыша.
«Голландский дом» стал бестселлером New York Times, журнал Time в 2019 году включил роман в число 100 книг, обязательных к прочтению. Газета Washington Post, журналы O: The Oprah Magazine, Vogue и новостная интернет медиа-компания Buzzfeed назвали «Голландский дом» одной из лучших книг года.

## Сюжет
История Мэйв и Дэнни Конроев начинается во второй половине XX века, под сенью Голландского дома – роскошного особняка в Пенсильвании. Его построили в 1922-м году голландцы Ванхубейки, стремительно сколотившие состояние на торговле сигаретами и разорившиеся во время Второй мировой войны. Отец Мэйв и Дэнни, успешный торговец недвижимостью, покупает особняк в 1946-м, желая порадовать жену. Он и не подозревает, что для его семьи покупка Голландского дома станет началом конца. Дэнни и Мэйв лишатся матери, будут изгнаны из дома злой мачехой, чтобы снова и снова возвращаться к особняку и вспоминать о том, что потеряли.
«Голландский дом» - это история о победе любви над злом, о крепких семейных узах и главное - о необходимости отпускать прошлое и прощать.

## История создания
В 2016-м году в интервью The Guardian писательница призналась: «Я всю жизнь пишу книгу о том, как, бывает, живешь в одной семье, а потом внезапно оказываешься в другой – и выбора у тебя нет, и отказаться ты не можешь» . В «Голландском доме» Пэтчетт продолжает развивать тему кровной семьи и семьи обретенной. Первоначально предполагалось, что роман будет называться “Мэйв”, но позже Пэтчетт, как владелица книжного магазина, решила, что с названием “Голландский дом” он будет лучше продаваться.
Роман дался ей непросто: в интервью Time она говорит о том, что, закончив работу, перечитала “Голландский дом”, возненавидела и переписала от первой до последней строчки: “Я действительно переписала его целиком. И в процессе работы осознала, что невозможно создать героиню, которая бросала бы детей по этическим соображениям - и при этом вызывала сочувствие. В этом смысле к мужчинам и женщинам применяют совершенно разные мерки, и я хотела как-то решить эту проблему. Но не смогла. Мы слагаем песни об Одиссее, молимся Будде (хотя и тот и другой покинули родной дом), но не вспоминаем об их сыновьях. Помню, я села на ковер в кабинете. Перебрала в уме всех женщин с моей улицы, у которых есть маленькие дети. Представила, как эти женщины уезжают, чтобы помогать бедным. И разозлилась на них!” 
 Элкинс-парк в Пенсильвании в качестве места для Голландского дома тоже был выбран Энн Пэтчетт неслучайно - будучи студенткой  колледжа Сары Лоуренс, именно там она проводила праздники и выходные. Сыграла роль и близость Элкинс-парка к Нью-Йорку - Пэтчетт с самого начала знала, что этот город появится в романе.

## Отзывы
«Голландский дом» был с восторгом принят критиками и читателями. Джон Бойн, автор романов «Мальчик в полосатой пижаме» и «Бунт на Баунти», отметил, что «восторги по поводу „Голландского дома“ совершенно оправданы… на сегодняшний день это лучший роман Пэтчетт».
Книжный критик Лиза Биргер в обзоре для журнала Esquire пишет: «Это современная сказка — история брата и сестры и их отношений с поместьем, где они выросли, присутствует и злая мачеха, и пропавшая без вести мама, и роковая любовь, но прежде всего это книга о союзе сердец, объединенных общей утратой, тонкая и точная история близости».